# 木津川運河
木津川運河（きづがわうんが）は、大阪府大阪市大正区南部に位置し、木津川と大正内港を結ぶ運河。長さ1,832m、幅員80m、水深O･P（大阪湾中等潮位）1.8m。

## 地理
大阪市大正区と住之江区の境界を成す下流の木津川から分かれ、大正区南恩加島・鶴町と工場地帯の船町間を西へ流れる。その途中、北から大正内港が合流し、大阪港に流れる。

## 歴史
明治30年（1897年）より開始された大阪港の第1次修築付帯工事の一環として開削された。大正2年（1913年）12月に着工、大正5年（1916年）3月に完成した。
その後、当運河付近の木津川運河駅と大正橋駅間を結ぶ大阪市電松島南恩加島線が大正7年（1918年）10月26日に開通した。その後、昭和42年（1967年）8月1日の当線廃止とともに木津川運河駅は姿を消した。

## 渡船
鶴町・船町間で、両岸を結ぶ公営渡船が市営で運航されている。歩行者及び自転車専用で、無償。建設局による運航。
- 船町渡　大正区鶴町1丁目 - 大正区船町1丁目　日中15分毎。船はふなづるが就航している。

大阪市の渡船については、大阪市の公営渡船も参照。

## 橋梁
- 大船橋